# Ferito a morte
Ferito a morte è un romanzo di Raffaele La Capria pubblicato da Bompiani nel 1961, vincitore nello stesso anno del Premio Strega.

## Trama
Il romanzo consta di dieci capitoli. Nei primi sette si narrano le vicende, ambientate in una bella giornata estiva del 1954, di alcuni giovanotti indolenti della buona borghesia napoletana. È la vigilia della partenza per Roma di uno di essi, Massimo, e i giovani napoletani trascorrono il tempo fra chiacchiere, pettegolezzi, scherzi e giochi in luoghi spesso riservati (il Circolo nautico, il Bar Middleton, ecc.). Le vicende degli ultimi tre capitoli si svolgono sei anni dopo, nel 1960: Massimo è ritornato a casa per una breve vacanza e incontra all'isola di Capri e a Positano gli amici di un tempo, alcuni dei quali vivono ormai di espedienti.

## Genesi e fortuna del romanzo
In una lettera del 20 aprile 1956, Raffaele La Capria comunicò all'editore Valentino Bompiani di aver iniziato da quasi tre anni un romanzo a cui aveva attribuito il titolo provvisorio "Leoni di giugno", laddove il termine "leoni" aveva il significato approssimativo di "vitelloni". Prima ancora che il romanzo fosse completato, frammenti di esso apparvero ai primi del 1960 su alcune riviste letterarie. Due capitoli furono pubblicati sulla rivista Tempo presente, diretta da Nicola Chiaromonte: «Le stagioni di Sasà» (l'attuale capitolo IX) e «Noia al Circolo Nautico» (l'attuale capitolo VI). Un frammento intitolato «A mezzogiorno da Middleton» fu invece pubblicato sul primo numero della rivista Quaderni milanesi, a cui erano stati mandati da La Capria su invito di Oreste Del Buono. I brani pubblicati suscitarono interesse per il ricorso alle tecniche dell'avanguardia letteraria (flusso di coscienza, monologo interiore, polifonia, tempo della memoria, tempo lineare, ecc.).
Nel gennaio 1961 Raffaele La Capria si rivolse nuovamente per lettera a Bompiani annunciandogli di aver terminato la stesura della prima parte del romanzo (gli attuali capitoli I-VII), e che sperava di completare in pochi mesi il romanzo, il quale avrebbe dovuto intitolarsi Lo spazio di un mattino. Il titolo era giustificato sia dal fatto che la prima parte si svolgeva per l'appunto nello spazio temporale di un mattino, sia perché argomento del romanzo era la fugace giovinezza; più tardi La Capria cambierà nuovamente il titolo in quello definitivo, suggeritogli dal suo amico Giuseppe Patroni Griffi. Bompiani rispose a La Capria che era rimasto entusiasta di quanto era stato scritto fino ad allora, e invitò l'autore a consegnare il testo entro i primi di aprile, poiché il 30 aprile era il termine ultimo per partecipare al premio Strega del 1961.
Il romanzo vinse effettivamente il Premio Strega, sia pure con un solo voto di vantaggio su Delitto d'onore di Giovanni Arpino e su Ballata levantina di Fausta Cialente. Da allora Ferito a morte, che ha avuto fra l'altro un successo costante di vendita, è ormai considerato da numerosi critici un classico della letteratura italiana.

## Edizioni
- Raffaele La Capria, Ferito a morte, Milano: Bompiani, 1961
- Raffaele La Capria, Ferito a morte; prefazione di Giorgio Bàrberi Squarotti, Milano: Club degli Editori, 1969
- Raffaele La Capria, Ferito a morte; introduzione di Geno Pampaloni, Coll. Oscar Mondadori, Milano: A. Mondadori, 1973
- Raffaele La Capria, «Ferito a morte». In: Tre romanzi di una giornata (Contiene: Un giorno d'impazienza; Ferito a morte; Amore e psiche), Coll. Supercoralli, Torino: Einaudi, 1982, ISBN 88-06-05383-3
- Raffaele La Capria, Ferito a morte; prefazione di Domenico Starnone; con una lettera di Claudio Magris, Torino: UTET; Fondazione Maria e Goffredo Bellonci onlus, 2006, ISBN 88-02-07444-5
- Raffaele La Capria, «Ferito a morte». In: Opere; a cura e con un saggio introduttivo di Silvio Perrella, Coll. I Meridiani, Milano: A. Mondadori, 2003, ISBN 88-04-51361-6

## Adattamenti
- Ferito a morte, spettacolo teatrale messo in scena al Teatro Mercadante di Napoli l'11 aprile 2012 con la regia di Claudio Di Palma e le interpretazioni di Mariano Rigillo, Elena Cepollaro, Andrea De Goyzueta, Antonio Marfella, Alfonso Postiglione e Anna Teresa Rossini[10].
- Ferito a morte, adattamento teatrale di Emanuele Trevi messo in scena al Teatro Mercadante con la regia di Roberto Andò e le interpretazioni di Andrea Renzi, Gea Martire, Marcello Romolo Paolo Mazzarelli[11], Matteo Cecchi, Lorenzo Parrotto.

- Leoni al sole, film del 1961, sceneggiato da Raffaele La Capria e diretto da Vittorio Caprioli.